# Кармазановский, Григорий Григорьевич
Григорий Григорьевич Кармазановский (23 апреля 1959 — 11 августа 2024) — российский радиолог, академик РАН (2022).
Специалист в области лучевой диагностики, в частности КТ и МРТ диагностики хирургических и онкологических заболеваний.
Заведующий отделом лучевых методов диагностики Национального медицинского исследовательского центра хирургии им. А. В. Вишневского, профессор кафедры лучевой диагностики Института профессионального образования Первого МГМУ имени И. М. Сеченова, вице-президент Российского общества рентгенологов и радиологов.
Автор более 850 публикаций в области клинической медицины, в том числе в международных англоязычных журналах.
Главный редактор журнала «Медицинская визуализация», а также тома по брюшной полости Национального руководства по лучевой диагностике.
Автор 32 монографий и руководств для врачей, главный редактор научного перевода монографии по МРТ всего тела.
Под его руководством защищены 50 кандидатских и 11 докторских диссертаций.
Умер 11 августа 2024 года после продолжительной болезни в возрасте 65 лет. Похоронен на Прокшинском кладбище (участок 2).

## Награды
- Заслуженный деятель науки Российской Федерации (2014)[4]
- Премия Правительства Российской Федерации в области науки и техники (в составе группы, за 2001 год) — за разработку стратегии диагностики и лечения опухолей внутри- и внепеченочных желчных протоков[5]
- Премия Ленинского комсомола